# 王德 (弘治進士)
王德（1459年—？），字汝昭，直隸常州府無錫縣人，民籍，明朝政治人物。

## 生平
應天府鄉試第四十八名舉人。弘治六年（1493年）中式癸丑科會試第六十二名，三甲第一百二十一名進士。

## 家族
曾祖王銘；祖父王宏；父王昌，義官。母張氏；繼母唐氏。具庆下。